# تعليم لامنهجي
التعليم اللامنهجي أو الأنشطة اللاصفية (بالإنجليزية: Extracurricular Education) هو نوع من التعليم يُتلقى بطرق غير مباشرة من خلال وسائل الإعلام المرئية والمسموعة، ومؤسسات لا منهجية وغيرها، ويعتبر في كثير من الأحيان المفضل لدى الشباب؛ حيث أنهم غير معرضون لأي نوع من العقوبات في حال عدم التزامهم به. فالتعليم اللامنهجي هو أي نشاط مدرسي خارج المنهاج الدراسي المقرر ،وقد يكون خارج المدرسة أيضا. ويتمحور هذا النشاط على اكتساب الطلاب للطرق والمهارات التي يحتاجونها للنجاح في حياتهم المهنية المستقبلية .

## التعليم اللامنهجي في المجتمعات المتقدمة
في المجتمعات المتقدمة تشمل خطة التعليم على مستوى الدولة مناهج التعليم المنهجي واللامنهجي مع تخصيص ميزانيات لكل مسار منهما علماً بأن ميزانية التعليم اللامنهجي لا تقل عن ميزانية التعليم المنهجي وفي كثير من الدول الراقية تكون ميزانية التعليم اللامنهجي أكثر من ميزانية التعليم المنهجي ولم يأت هذا عفواً، إنما جاء على ضوء دراسات أثبتت مدى أهمية كل نوع من التعليم وتأثيره على بناء شخصية الطالب وصقلها.

## تداخل الأهل في التعلّم اللّامنهجيّ
يشير إلى التعاون الفعّال بين الأهل والأبناء في الأنشطة التعليميّة الّتي تُقام خارج إطار المدرسة الرسميّة، مثل الحركات والمنظّمات الشبابيّة، الدورات والأنشطة المجتمعيّة.
إنّ الجمع بين تداخل الأهل والتعليم اللّامنهجيّ، يخلق بيئة تعليميّة داعمة ومثرية، ممّا يتيح للأطفال و الشباب تطوير مهاراتهم، تعزيز شعورهم بالانتماء، واكتساب أدوات للتعامل مع تحدّيات الحياة.

### أهمية تداخل الأهل في التعلّم اللّامنهجيّ
تُسهم مشاركة الأهل وتداخلهم في التعليم اللّامنهجيّ بشكل كبير، في الحالة النفسيّة والعاطفيّة للطفل وفي العمليّة التعلّميّة والتعليميّة:
- تعزيز الشعور بالأمان والانتماء: عندما يكون الأهل مشاركين ومتداخلين، يشعر الأطفال بالدعم والتقدير، ممّا يعزّز ثقتهم بأنفسهم، وانتمائهم للإطار التعليميّ.
- تحسين التكيّف الاجتماعيّ: تسهم الأنشطة اللّامنهجيّة مع الأهل، في تطوير مهارات اجتماعيّة لدى الأطفال مثل: التواصل، التعاون وحلّ المشكلات.
- زيادة التحفيز والمتعة في النشاط: عندما يشارك الأهل ويتداخلون مع أبنائهم، يُظهر الأطفال دافعيّة أعلى للمشاركة، ويستمتعون بالأنشطة بشكل أكبر.
- غرس القيم والمعايير الاجتماعيّة: تسمح مشاركة الأهل وتداخلهم، بنقل الرسائل التعليميّة، والقيم، بشكل أكثر فعّاليّة، من خلال التجارب المشتركة.
- تعزيز العلاقة بين الأهل والأبناء: تُوفّر الأنشطة المشتركة فرصًا للحوار، التجارب المشتركة وتعزيز الروابط العائليّة.
- الإثراء التعليميّ: يمكن للأهل المساهمة بخبراتهم ومهاراتهم، لإثراء المحتوى التعليميّ.

- النموذج الإيجابيّ: يمثّل الأهل قدوة لأطفالهم، ومشاركتهم تُظهر أهمّيّة النشاط الاجتماعيّ. [3]

### أنواع المشاركة  الوالديّة
توجد أنواع مختلفة من مشاركة وتداخل الأهل في التعليم اللّامنهجيّ:
- المشاركة في الأحداث والأنشطة: حضور الفعّاليّات المجتمعيّة، الرحلات، الحفلات والأنشطة الأخرى.
- الدعم اللّوجستيّ: المساعدة في تنظيم الأحداث، النقل، إعداد الطعام وغيرها.
- التطوّع في أدوار مختلفة: الإرشاد، مرافقة المجموعات، إدارة المشاريع وغيرها.
- المشاركة في اتّخاذ القرارات: الانضمام إلى لجان الأهل، فرق التوجيه والمنتديات المختلفة.[4]

### كيفيّة دمج الأهل
- إنشاء قنوات تواصل مفتوحة: من المهمّ إنشاء قنوات تواصل مريحة ومتاحة، بين الأهل والإطار التعليميّ.
- اقتراح خيارات متنوّعة للمشاركة: يجب تكييف أنواع المشاركة والتّداخل، لتناسب احتياجات وقدرات الأهل.
- التقدير والاعتراف بمشاركة وتداخل الأهل: من الضروريّ إظهار التقدير لمساهمتهم، وتقديم ملاحظات إيجابيّة لهم.
- عقد لقاءات وورش عمل: يمكن أن تساعد اللّقاءات وورش العمل، في إعداد الأهل للأدوار المختلفة، وتعزيز الروابط بينهم، وبين الإطار التعليميّ.[5]

### عوامل تؤثّر في مدى التأثير الإيجابيّ في مشاركة الأهل
- جودة المشاركة: تُحدث المشاركة النشطة والهادفة أثرًا إيجابيًا أكبر من المشاركة السلبية.
- التوافق بين نوع المشاركة/ التداخل واحتياجات الطفل: من المهمّ ملاءمة نوع المشاركة/ التداخل لعمر الطفل، شخصيّته واحتياجاته.
- التعاون بين الأهل والمرشدين: يسهم التعاون المثمر، بين الأهل والمرشدين، في خلق بيئة تعليميّة داعمة وموحّدة.
- أجواء ّوداعمة: تشجّع الأجواء الإيجابيّة والداعمة، في الإطار التعليميّ، مشاركة الأهل، وتسهم في نجاح العمليّة التعليميّة.[6]

### أهداف النشاطات اللامنهجية
تهدف هذه النشاطات إلى:
1. اكتشاف المواهب والقدرات والاستعدادات المختلفة لدى التلاميذ والطلاب، وصقلها، وتطويرها، وتوجيهها الوجهة السليمة المفيدة.
2. تحول الدراسات النظرية إلى خبرات عملية.
3. ربط الطالب باحتياجات البيئة ، وتوسيع معرفته بها.
4. تنمية الروح الجماعية عند الطلاب؛ بإشراكهم في عمل جماعي، يسهمون فيه مجتمعين في وقت واحد.
5. تربية الطالب على احترام العمل اليدوي المهني، وكسر الحاجز النفسي بينه وبين ذلك العمل.
6. بث روح المنافسة بين التلاميذ والطلاب.
7. تنمية الذوق المهني والإنتاجي لدى التلاميذ والطلاب.
8. ملء فراغ الطلاب بالمفيد.
9. تعلم قيم المثابرة والمسؤولية.
10. اكتشاف مجالات اهتمام جديدة.
11. وقت ممتع للطالب.